# Плешков, Пётр Антонович
Пётр Анто́нович Плешко́в (22 августа 1904, Никольский уезд, Вологодская губерния — 1 февраля 1961, Семипалатинск) — Гвардии подполковник Советской Армии, участник Великой Отечественной войны, Герой Советского Союза (1943).

## Биография
Пётр Плешков родился 22 августа 1904 года в деревне Склягино. После окончания семи классов школы работал сначала в волисполкоме, затем в горпо. В 1926—1927 годах проходил службу в Рабоче-крестьянской Красной Армии. В 1927 году окончил Владивостокскую пехотную школу. Демобилизовавшись, проживал и работал в Сибири, на Дальнем Востоке. Окончил курсы работников потребкооперации. В июле 1941 года Плешков был повторно призван в армию. С июля 1942 года — на фронтах Великой Отечественной войны. Член ВКП(б) с 1942 года.
К сентябрю 1943 года гвардии майор Пётр Плешков командовал 225-м гвардейским стрелковым полком 78-й гвардейской стрелковой дивизии 25-го гвардейского стрелкового корпуса 7-й гвардейской армии Степного фронта. Отличился во время битвы за Днепр. В ночь с 24 на 25 сентября 1943 года полк Плешкова успешно переправился через Днепр в районе села Домоткань Верхнеднепровского района Днепропетровской области Украинской ССР и захватил плацдарм на его западном берегу, после чего три дня удерживал его. Плешков в числе первых переправился на западный берег и лично участвовал в боях.
Указом Президиума Верховного Совета СССР от 26 октября 1943 года за «успешное форсирование реки Днепр, прочное закрепление и расширение плацдарма на западном берегу реки Днепр» гвардии майор Пётр Плешков был удостоен высокого звания Героя Советского Союза с вручением ордена Ленина и медали «Золотая Звезда».
В 1946 году в звании гвардии подполковника Плешков был уволен в запас. Проживал и работал сначала на Алтае, затем в Семипалатинске. Умер 1 февраля 1961 года.

## Награды
- орден Красной Звезды (11.11.1942)[6],
- орден Отечественной войны 1-й степени (9.2.1943)[7]
- два ордена Красного Знамени (20.9.1943[8], 9.6.1945[9]),
- Герой Советского Союза (орден Ленина и медаль «Золотая Звезда»; 26.10.1943)[10][11]
- орден Александра Невского (18.9.1944)[5],
- медали[4], в том числе:
  - «За оборону Сталинграда» (1942)[5].

## Комментарии
1. ↑  Деревня Склягино, относившаяся к Никольскому уезду, в 1920-е годы — к Черновской волости Котельничского уезда, в последующем входила в состав Верхне-Березовского сельсовета Черновского района; не сохранилась, ныне — территория Шабалинского района Кировской области[1].